# Now Generation
"Now Generation" é uma música da banda norte-americana "Black Eyed Peas", sendo que é a 13ª faixa do álbum The E.N.D.(The Energy Never Dies), 5º álbum de estúdio da banda, e 3º ao lado de Fergie. A música inicia com acordes de baixo, e depois passa a ter um som divertido e agitado, onde a letra da música fala sobre coisas atuais, como o nome sugere(now generation: geração do agora), citando, por exemplo, redes sociais, como MySpace, Facebook e Dipdive, sites como Google e Wikipédia, jogos como Need for Speed, entre outros. Na música os integrantes da banda dizem que querem tudo agora, que não podem esperar por nada.